# Војна црква у Бијељини
Спомен храм Светог мученика кнеза Лазара и свих светих мученика српских је храм Српске православне цркве који се налази у склопу касарне "Војвода Степа Степановић" у граду Бијељина у Републици Српској у Босни и Херцеговини. Припада епархији зворничко-тузланској, и једна је од двије војне цркве на територији Републике Српске.

## Историја
Спомен храм Светог мученика кнеза Лазара и свих светих мученика српских у Касарни "Војвода Степа Степановић" у Бијељини први је војни спомен храм саграђен у склопу неке од касарни Војске Републике Српске, у којима је данас смјештен 3. пјешадијски (Република Српска) пук Оружаних снага БиХ. Командант Источнобосанског корпуса Војске Републике Српске, генерал-мајор Новица Симић, током 1994. године, заједно са војницима, започео је преуређење једног објекта касарне у православни храм. Дана 25. јуна 1995. године храм је осветио Епископ зворничко-тузлански Василије, а генерал Војске Републике Српске Милан Гверо изабран је за кума овог Спомен храма.
У љетопису храма је записано да га подижу борци Источнобосанског корпуса Војске Републике Српске са намјером да сачувају вјечну успомену и молитвено сјећање на све погинуле саборце који дадоше животе бранећи Отаџбину и вјеру православну.
Храм је први пут значајније реконструисан током 2010. године, када је на приједлог батаљонског свештеника Васе Поповића започела темељна обнова овог храма у којој су вриједно и пожртвовано учествовали војници, подофицири и официри Касарне "Војвода Степа Степановић", на челу са пуковником Бранком Студеном и самим свештеником Поповићем. Нови иконостас за обновљени војни храм израдили су Јеремија Николић из Љељенче, по занимању столар, и Момчило Вуковић из Патковаче, по занимању дрворезбар. Иконостас, украшен шупљим дуборезом, направљен је од храстовог дрвета 2012. године. Нове иконе за иконостас, у византијском стилу, насликале су 2012. године, Милена Н. Николић из Сувог Поља код Бијељине, Свјетлана Ђ. Букарац из Зворника и Јелена В. Поповић из Бијељине, иконописци епархијске иконописне радионице "Одигитрија" Епархије зворничко-тузланске.
У обнови Спомена храма Светог мученика кнеза Лазара и свих светих мученика српских учествовали су током свих година постојања самог храма, Центар јавне безбједности Бијељина, Оружане снаге БиХ, Гранична полиција БиХ, Професионална ватрогасна јединица из Бијељине, Православно душебрижништво Српске православне цркве у БиХ, као и православни народ Семберије и Мајевице.
Спомен храм Светог мученика кнеза Лазара у Бијељини чува успомену и молитвено сјећање на све погинуле полицајце, војнике, ватрогасце и војне љекаре који су пострадали на дужности, као и на све ратне добровољце Семберије и Подриња из ослободилачких ратова од 1912. до 1918. године.
Спомен храм Светог мученика кнеза Лазара и свих светих мученика српских или Црква бесмртних хероја у Касарни "Војвода Степа Степановић" у Бијељини саграђен је у току Одбрамбено-отаџбинског рата и посвећен је крсној слави Војске Републике Српске Видовдану, а током мјесеца септембра 2016. године проглашена је историјским спомеником од изузетног значаја за Републику Српску.

## Библиотека
При спомен храму Светог мученика кнеза Лазара и свих светих мученика српских формирана је и библиотека. Библиотека овог спомен храма, броји више од 700 различитих наслова из области војне историје, политичко-аналитичких списа, психологије, религиозног штива, белетристике и других области. Библиотека има и веома ријетке антикварне књиге које чувају значајне историјске податке, а датирају из периода Првог свјетског рата, затим Другог свјетског рата, па до Одбрамбено-отаџбинског рата Републике Српске. Попис књига у библиотеци извршила је Мирослава М. Гороња, професор српског језика и књижевности, из Бијељине. Удружење ратних добровољаца 1912-1918 њихових потомака и поштовалаца из Београда и Друштво српских домаћина из Београда су 2018. године библиотеци спомен храма поклонили већи број књига.